# Jale İnan
Jale İnan, née le 1er février 1914 à Istambul et morte dans la même ville le 26 février 2001, est une archéologue turque. Elle dirige des fouilles à Perga et à Side qui aboutissent à l'agrandissement du musée d'Antalya. Son travail de restauration du temple d'Apollon à Side est reconnu pour son importance pour le patrimoine turc. Ses travaux scientifiques sur la statue « Hercule fatigué » dans les collections du Musée des Beaux-Arts de Boston constitue la base juridique du retour du buste de la statue au Musée d'Antalya pour être réuni avec la base de la statue. Le Musée des femmes d'Antalya décerne chaque année un prix en son honneur qui récompense la femme de l'année.

## Biographie
Jale Ogan  est né le 1er février 1914 à Istanbul de Mesture Hanım et Aziz Ogan comme leur deuxième fille. Son père est le conservateur et le directeur du musée archéologique d'Izmir pendant de nombreuses années et devint plus tard le directeur du musée archéologique d'Istanbul,. 
Au cours des premières décennies de la République turque, il transforme le travail de conservation dans le pays en cataloguant systématiquement les fonds et en utilisant des laboratoires pour restaurer scientifiquement des objets et des artefacts. Il ouvre également des galeries au public, élargissant les collections du musée et encourage sa fille dans son désir d'étudier l'archéologie dont elle deviendra la première femme turque dans cette spécialité. 
Après avoir obtenu son diplôme du lycée de filles d'Erenköy en 1934, son père l'aide à obtenir une bourse pour étudier à l'étranger, car elle n'a aucune possibilité de poursuivre ses études en Turquie.
Étudiant en Allemagne, grâce à la bourse de la Fondation Alexander von Humboldt, Jale Ogan commence sa formation archéologique à Berlin à l' Institut archéologique allemand. Elle reçoit une bourse du gouvernement turc pour poursuivre ses études. 
Malgré la Seconde Guerre mondiale en cours et les bombardements fréquents de la capitale allemande, Jale Ogan est déterminée à terminer son doctorat. Lors des bombardements, elle emporte sa thèse et ses notes dans un bunker pour continuer à étudier. 
Jale Ogan obtient son diplôme en 1943 après avoir terminé sa thèse de doctorat, Kunstgeschichtliche Untersuchung der Opferhandlung auf römischen Münzen (« Examen de l'histoire de l'art dans les rituels de sacrifice sur les pièces de monnaie romaines »), aux côtés de Gerhart Rodenwaldt. 

### Carrière
Jale Ogan retourne en Turquie en 1943 et devient l'assistant de Clemens Bosch, chaire d'histoire ancienne et de numismatique de l' Université d'Istanbul. En 1944, elle épouse Mustafa İnan, ingénieur civil et professeur à l'Université technique d'Istanbul, et l'année suivante donne naissance à leur fils, Hüseyin İnan. Elle passe les deux années suivantes à organiser les archives de l’université. En 1946, elle travaille avec Arif Müfid Mansel pour fonder une chaire d'archéologie classique à l'Université d'Istanbul qui n'avait pas de département archéologique indépendant. La même année, elle commence des fouilles avec Arif Müfid Mansel sur le site de Perga, travaillant sur le temple d'Artémis. L'année suivante, ils commencent des fouilles à Side, travaillant initialement sur le site du temple d'Apollon et poursuivent leurs fouilles jusqu'en 1966 . Durant cette période, en 1962, la transformation d'un des bains du site en musée est achevée sous la direction d'İnan et le musée d'Antalya doit être agrandi deux fois pour abriter les découvertes.
Jale İnan commence à publier des articles en allemand et en turc sur ses études de sculptures. La première est une évaluation des portraits romains de la région d'Anatolie, Antalya bölgesi Roma devri portreleri: Römische Porträts aus dem Gebiet von Antalya (« Portraits romains de la région d'Antalya ») en 1965 et l'année suivante, elle a publié Roman and Early Byzantine Portrait Sculpture in Asia Minor avec Elisabeth Alföldi-Rosenbaum. En 1967, Jale İnan est chargé des fouilles de Perga.
De 1970 à 1972, Jale İnan travaille sur le site de fouilles dans l'ancienne ville de Cremna dans la région de Pisidie, puis entre 1972 et 1979, elle travaille à Séleucie le long de la côte méditerranéenne au nord de Manavgat, découvrant l' agora de la ville,  ainsi que plusieurs bains et la structure du temple. Datant de la période hellénistique, l'agora a été construite dans l' ordre ionique et contenait des décorations représentant les sept sages de la Grèce ainsi que des mosaïques. Elle a été nommée professeur titulaire à l'Université d'Istanbul en 1974 et à la mort de Mansel, l'année suivante, elle est nommée à la tête du département d'archéologie.
En 1980, lors de fouilles à Perga, Jale İnan découvre la moitié inférieure d'une copie du IIe siècle après J.-C. de « Héraclès fatigué » de Lysippe. Des rumeurs circulant lors des fouilles les avaient conduits à un ouvrier soupçonné de voler des statues, mais personne ne soupçonnait que le torse supérieur de la statue avait été volé. L'année suivante, cette moitié manquante réapparait à New York. La moitié inférieure de la statue est exposée au musée d'Antalya et la moitié supérieure au Musée des Beaux-Arts de Boston, après leur acquisition de la pièce en 1982.  De 1981 à 1990, Jale İnan dirige les travaux de restauration du temple d'Apollon à Side, préservant ainsi un monument important du patrimoine culturel turc. Bien qu'elle ait pris sa retraite de l'université en 1983,   Jale İnan continue à travailler, reprennant les fouilles à Perga sur le site du théâtre en 1985, elle poursuit son travail là-bas jusqu'en 1992.
En 1990, Jale İnan découvre « temple du culte impérial », lors d'une fouille à Burdur.Ses découvertes son publiées dans le livre Boubon Sebasteionu ve heykelleri üzerine son araştırmalar en 1994. 
À partir de 1995, Jale İnan, atteinte de la maladie de Parkinson, réduit son travail de terrain et se concentre sur l'édition. 

### Mort et héritage
En 1989, en l'honneur du 75e anniversaire de Jaleİnan, un livre, Festschrift für Jale Inan, est publié par des collègues et amis en l'honneur de ses réalisations tout au long de sa vie. Avant sa mort, le 26 février 2001, Jale İnan fait don de ses livres au musée d'Antalya. 
En son honneur, le Musée des femmes d'Antalya crée le prix de la femme de l'année, décerné chaque année pour récompenser les femmes qui ont contribué à la culture turque et au développement des femmes,.   Jale İnan a également été présenté dans le Google Doodle du 27 septembre 2022.
Sa collection, donnée par son fils Hüseyin İnan, a été numérisée et mise à disposition gratuitement par le Centre des archives et de documentation de l'Université du Bosphore.